# Smeringopus peregrinoides
Smeringopus peregrinoides är en spindelart som beskrevs av Kraus 1957. Smeringopus peregrinoides ingår i släktet Smeringopus och familjen dallerspindlar. Inga underarter finns listade i Catalogue of Life.